# Чумськ-Дужи
Чумськ-Дужи (пол. Czumsk Duży, нім. Schummen) — село в Польщі, у гміні Роґово Рипінського повіту Куявсько-Поморського воєводства.
Населення — 268 осіб (2011).
У 1975-1998 роках село належало до Влоцлавського воєводства.

## Демографія
Демографічна структура станом на 31 березня 2011 року:
|          | Загалом | Допрацездатний вік | Працездатний вік | Постпрацездатний вік |
| -------- | ------- | ------------------ | ---------------- | -------------------- |
| Чоловіки | 146     | 38                 | 94               | 14                   |
| Жінки    | 122     | 22                 | 66               | 34                   |
| Разом    | 268     | 60                 | 160              | 48                   |